# Richard (gorila)

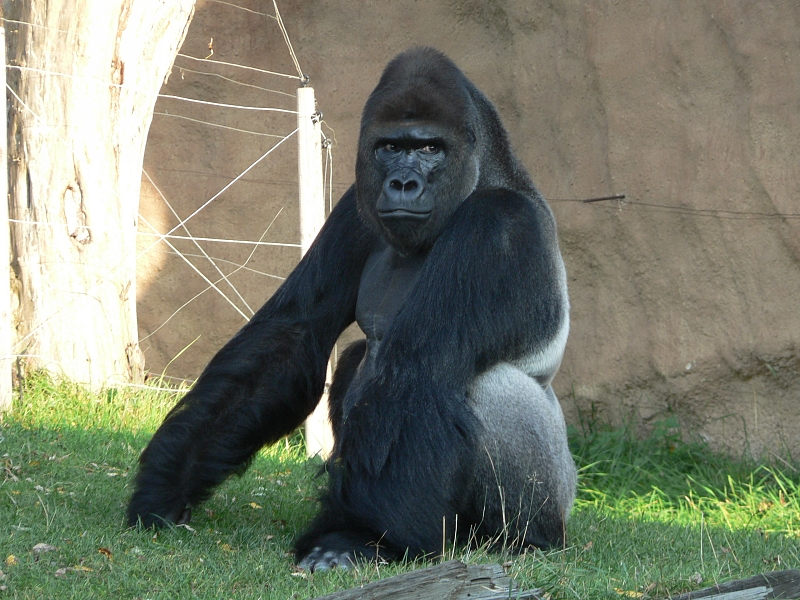
Richard

Richard (* 9. listopadu 1991 Frankfurt nad Mohanem) je samec gorily nížinné, který se mediálně proslavil 15. ledna 2006, kdy vyhrál soutěž Odhalení. Měří 170 cm, váží 170 kilogramů. Richard žije od 4. listopadu 2003 v Zoo Praha, kam přišel ze zoo v britském Paigntonu. V roce 2021 prodělal nákazu koronavirem SARS-CoV-2.
Richard se stal otcem několika mláďat a jeho rod se stal v evropském chovu natolik reprezentovaný, že nebylo doporučeno, aby se on a jeho synové dále rozmnožovali. Proto bylo v létě 2022 rozhodnuto, že se Richard a jeho synové Kiburi a Nuru nebudou přesouvat spolu se samicemi a jeho nejmladším synem Ajabuem do nového gorilího pavilonu pojmenovaného Rezervace Dja. Zůstali tedy v původním pavilonu goril přejmenovaném na Centrum Méfou, kde vznikla čistě samčí skupina. Tvoří tak tzv. bakalářskou skupinu různého stáří, které jsou přirozené i pro gorilí samce žijící v přírodě. V souvislosti s dospíváním svých synů se Richard postupně vzdává pozice vůdčího jedince ve skupině.
Toto rozhodnutí umožnilo na podzim 2022 přivézt do pražské zoo nového gorilího samce Kisumu a také novou samici – dceru prvního pražského gorilího mláděte Moji a zároveň Richardovu vnučku Duni narozenou 16. dubna 2013 ve španělském Cabarcénu. Březost Richardovy vnučky byla oznámena v květnu 2023 a 2. ledna 2024 se narozením Duniny dcery stal Richard pradědečkem.
V roce 2024 proběhla výrazná rekonstrukce a obnova vybavení vnitřní expozice pavilonu Centrum Méfou, po které Richard a jeho dva synové získali nové možnosti využití celého prostoru.

## Potomci
Děti (všechna narozena v Zoo Praha):
- 13. prosince 2004 se jemu a samici Kijivu narodilo mládě, samička Moja. (Jednalo se o první mládě gorily nížinné, které se narodilo v Česku.)
- 11. dubna 2007 po komplikovaném porodu samice Kamba porodila císařským řezem mrtvé samčí mládě.[21][22]
- 30. května 2007 porodila samice Kijivu další mládě, samečka pojmenovaného Tatu.[23][24] Tatu v roce 2012 zemřel.[25]
- 24. dubna 2010 porodila samice Kijivu své třetí mládě, samce Kiburiho.[26]
- 8. listopadu 2011 porodila samice Bikira své první mládě, samečka Tana.[27]
- 22. prosince 2012 porodila samice Kijivu samečka Nuru.[28]
- 24. února 2013 porodila samice Kamba císařským řezem samčí mládě, které zemřelo kvůli přetržení pupeční šňůry.[29]
- 23. dubna 2016 porodila nečekaně samice Shinda své první mládě, samečka jménem Ajabu.[30][31]

Vnoučata:
- 16. dubna 2013 porodila Moja (mládě Richarda) své první mládě v Přírodním parku Cabárceno, Richardovu vnučku Duni.

Pravnoučata:
- 2. ledna 2024 porodila Duni (Richardova vnučka) v Zoo Praha své první mládě. Díky vzorku z pupečníku bylo po dvou týdnech potvrzeno pohlaví – samička.[16][17] Při veřejném hlasování mezi návrhy od účastníků projektu Toulavý autobus[32] zvítězilo jméno Mobi, které v místním dialektu znamená Dědička.[33]